# Leonard Woolf
Pour les articles homonymes, voir Woolf.
Leonard Sidney Woolf (Kensington, 25 novembre 1880 – Rodmell 14 août 1969) est un éditeur, journaliste, militant politique et écrivain britannique, fondateur de la Hogarth Press et directeur de plusieurs revues. Époux de Virginia Woolf, il a été l'un des fondateurs du mouvement intellectuel du Bloomsbury Group.

## Biographie

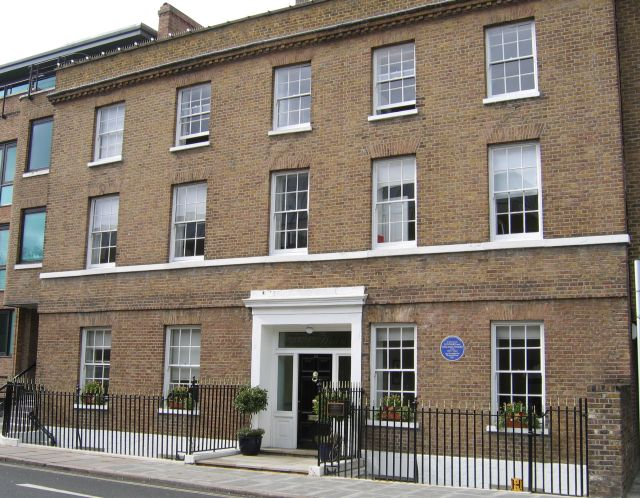
Les locaux de la Hogarth Press à Richmond (Surrey).

Né à Londres dans une famille juive, Leonard Sidney Woolf suit ses études à la St Paul's School (Londres) puis au Trinity College de l'université de Cambridge, où il fait partie de la société secrète des Cambridge Apostles.
Il travaille à Ceylan, maintenant le Sri Lanka, comme fonctionnaire. À son retour, il publie un roman, Le Village dans la jungle (1913), qui dénonce l'aveuglement et la cruauté de l'institution judiciaire de l'Empire britannique sur les peuplades aborigènes.
En 1912, il épouse l'écrivaine Virginia Stephen (1882–1941) qui connaîtra la célébrité sous son nom marital. Ils resteront unis jusqu'à la mort de Virginia en 1941.
Il rejoint plus tard la Fabian Society et le Parti travailliste, dont il devient secrétaire.
Journaliste au New Statesman, il est le rédacteur en chef de l’International Review, de la Contemporary Review, directeur littéraire du Nation and Athenaeum, rédacteur en chef du National Athenaeum et de la Political Society.

## Œuvres

### Romans
- Le Village dans la jungle (The Village in the Jungle) - 1913
- The Wise Virgins - 1914

### Essais
- International Government - 1916
- Cooperation and the Future of Industry - 1918
- Economic Imperialism - 1920
- Empire and Commerce in Africa - 1920
- Socialism and Co-operation - 1921
- Fear and Politics - 1925
- Essays on Literature, History, Politics - 1927
- Hunting the Highbrow - 1927
- Imperialism and Civilization - 1928
- After the Deluge (Principia Politica), 3 vol. - 1931, 1939, 1953
- Quack! Quack! - 1935
- Barbarians At The Gate - 1939
- The War for Peace - 1940
- A Calendar of Consolation - selected by Leonard Woolf - 1967

### Souvenirs et autobiographies
- Sowing - 1960
- Growing - 1961
- Ceylon Diaries - 1963
- Beginning Again - 1964 « Récipiendaire du WH Smith Literary Award en 1965 »
- Downhill all the Way - 1967
- The Journey not the Arrival Matters - 1969

### Traductions françaises
- Le Village dans la Jungle, [« The Village in the Jungle »], trad. fr. Bernard Kreise, L'Âge d'Homme, 171 p., 1991  (ISBN 978-2825101582) ; rééd. Les Belles Lettres, coll. Domaine étranger, 180 p., 2023  (ISBN 978-2251453972)
- Ma vie avec Virginia, trad. fr. Micha Venaille, Paris, Les Belles Lettres, coll. Domaine étranger, 160 p., 2016  (ISBN 978-2251210285)
- Les Vierges sages, [« The Wise Virgins »], trad. fr. Michel & Michela Gribinski, Paris, Les Belles Lettres, coll. Domaine étranger, 380 p., 2023  (ISBN 978-2251453941)